# Rebelia nigrociliella
Rebelia nigrociliella är en fjärilsart som beskrevs av Hans Rebel 1934. Rebelia nigrociliella ingår i släktet Rebelia och familjen säckspinnare. Inga underarter finns listade.